# Glickenhaus SCG 007 LMH
Glickenhaus SCG 007 LMH é um superesportivo Hypercar construído pela  construtora americana Scuderia Cameron Glickenhaus para a categoria FIA LMH. O modelo ingressou pela primeira vez no campeonato mundial de endurance da FIA em 2021, totalizando 2 pódios entre as temporadas 2021 e 2022, e um 3° lugar geral nas 24 Horas de Le Mans de 2022. Entre os pilotos do SCG 007 LMH encontra-se o brasileiro Pipo Derani, que estreou pela equipe americana nas 6 Horas de Monza de 2021.

## História
Em 2018, FIA e a ACO aprovaram o novo regulamento da categoria Le Mans Hypercar em substituição ao regulamento LMP1  para entrar em vigor a partir da temporada de 2021 do mundial de endurance da FIA.  Em 27 de julho de 2018, a Scuderia Cameron Glickenhaus foi a primeira fabricante a anunciar o ingresso além de apresentar oficialmente o carro com o qual competiria, o hypercar Glickenhaus SCG 007 LMH.
A equipe anunciou oficialmente ausência do restante do campeonato de 2022 do FIA WEC alengando problemas com custos operacionais, sendo a última prova a participar as 24 Horas de Le Mans de 2022, começando pelas 8 Horas de Fuji de 2022  e se estendo até a última prova do ano , as 8 Horas do Barém de 2022. A montadora Glickenhaus pretende a partir de 2023 oferecer suporte a equipes privadas interessadas em adquirir e correr com o SCG 007 LMH no campeonato FIA WEC  de 2023.  
Mesmo sendo um carro LMH FIA, e tecnicamente habilitado para correr na categoria GTP ao lado dos LMDh, a Glickenhaus está vetada de inscrever seus carros para o campeonato IMSA SportsCar Champioship. Segundo a entidade organizadora IMSA, a Glickenhaus não se enquadra como uma fabricante de carros que atende uma produção mínima de veículos para o público . 
Conforme noticiado em alguns canais de notícias esportivas do automobilismo , e confirmado pelo diretor da equipe James Glickenhaus, o SCG 007 LMH participou pela ultima vez em um campeonato do WEC nas 6 horas de Monza de 2023. A Glickenhaus não deve retornar com seu modelo SCG 007 para a temporada de 2024. 

## Resultados no Campeonato Mundial de Endurance da FIA (WEC)
Os resultados em negrito indicam a pole position. Os resultados em itálico indicam a volta mais rápida.
| Temporada | Equipe             | Categoria | Pilotos           | N°  | 1   | 2   | 3   | 4   | 5    | 6    | 7   | Pontos | Classificação |
| --------- | ------------------ | --------- | ----------------- | --- | --- | --- | --- | --- | ---- | ---- | --- | ------ | ------------- |
| 2021      | Glickenhaus Racing | Hypercar  |                   |     | SPA | POR | MZN | LMS | BHR6 | BHR8 |     | 37     | 3°            |
| 2021      | Glickenhaus Racing | Hypercar  | Gustavo Menezes   | 708 |     |     | Ret |     |      |      |     | 37     | 3°            |
| 2021      | Glickenhaus Racing | Hypercar  | Olivier Pla       | 708 |     |     | Ret | 4   |      |      |     | 37     | 3°            |
| 2021      | Glickenhaus Racing | Hypercar  | Pipo Derani       | 708 |     |     | Ret | 4   |      |      |     | 37     | 3°            |
| 2021      | Glickenhaus Racing | Hypercar  | Franck Mailleux   | 708 |     |     |     | 4   |      |      |     | 37     | 3°            |
| 2021      | Glickenhaus Racing | Hypercar  | Franck Mailleux   | 709 |     |     | 4   |     |      |      |     | 37     | 3°            |
| 2021      | Glickenhaus Racing | Hypercar  | Richard Westbrook | 709 |     | 29  | 4   | 5   |      |      |     | 37     | 3°            |
| 2021      | Glickenhaus Racing | Hypercar  | Romain Dumas      | 709 |     | 29  | 4   | 5   |      |      |     | 37     | 3°            |
| 2021      | Glickenhaus Racing | Hypercar  | Ryan Briscoe      | 709 |     | 29  |     | 5   |      |      |     | 37     | 3°            |
| 2022      | Glickenhaus Racing | Hypercar  |                   |     | SEB | SPA | LMS | MZN | FUJ  | BHR  |     | 70     | 3°            |
| 2022      | Glickenhaus Racing | Hypercar  | Olivier Pla       | 708 | 3   | 9   | 4   | Ret |      |      |     | 70     | 3°            |
| 2022      | Glickenhaus Racing | Hypercar  | Romain Dumas      | 708 | 3   | 9   | 4   | Ret |      |      |     | 70     | 3°            |
| 2022      | Glickenhaus Racing | Hypercar  | Pipo Derani       | 708 |     | 9   | 4   | Ret |      |      |     | 70     | 3°            |
| 2022      | Glickenhaus Racing | Hypercar  | Ryan Briscoe      | 708 | 3   |     |     |     |      |      |     | 70     | 3°            |
| 2022      | Glickenhaus Racing | Hypercar  | Ryan Briscoe      | 709 |     |     | 3   |     |      |      |     | 70     | 3°            |
| 2022      | Glickenhaus Racing | Hypercar  | Franck Mailleux   | 709 |     |     | 3   |     |      |      |     | 70     | 3°            |
| 2022      | Glickenhaus Racing | Hypercar  | Richard Westbrook | 709 |     |     | 3   |     |      |      |     | 70     | 3°            |
| 2023      | Glickenhaus Racing | Hypercar  |                   |     | SEB | POR | SPA | LMS | MZN  | FUJ  | BHR | 36     | 6°            |
| 2023      | Glickenhaus Racing | Hypercar  | Olivier Pla       | 708 | Ret | 8   | 13  | 6   | 8    |      |     | 36     | 6°            |
| 2023      | Glickenhaus Racing | Hypercar  | Ryan Briscoe      | 708 | Ret | 8   |     | 6   |      |      |     | 36     | 6°            |
| 2023      | Glickenhaus Racing | Hypercar  | Romain Dumas      | 708 | Ret | 8   | 13  | 6   | 8    |      |     | 36     | 6°            |
| 2023      | Glickenhaus Racing | Hypercar  | Nathanaël Berthon | 708 |     |     |     |     | 8    |      |     | 36     | 6°            |
| 2023      | Glickenhaus Racing | Hypercar  | Franck Mailleux   | 708 |     |     | 13  |     |      |      |     | 36     | 6°            |
| 2023      | Glickenhaus Racing | Hypercar  | Franck Mailleux   | 709 |     |     |     | 7   |      |      |     | 36     | 6°            |
| 2023      | Glickenhaus Racing | Hypercar  | Nathanaël Berthon | 709 |     |     |     | 7   |      |      |     | 36     | 6°            |
| 2023      | Glickenhaus Racing | Hypercar  | Esteban Gutiérrez | 709 |     |     |     | 7   |      |      |     | 36     | 6°            |

| Abreviação  | Prova                        |
| SPA         | 6 horas de Spa-Francorchamps |
| POR         | 6 horas de Portimão          |
| LMS         | 24 horas de Le Mans          |
| MZN         | 6 horas de Monza             |
| SEB         | 1000 milhas de Sebring       |
| FUJ         | 6 horas de Fuji              |
| BHR6        | 6 horas do Bahrein           |
| BHR ou BHR8 | 8 horas do Bahrein           |